# Királyamazon
A királyamazon (Amazona guildingii) a madarak osztályának papagájalakúak (Psittaciformes) rendjébe és a papagájfélék (Psittacidae) családjába és az araformák (Arinae) alcsaládjába tartozó faj.

## Előfordulása
Az Kis-Antillákhoz tartozó Saint Vincent sziget területén honos. a szigetország nemzeti madara.
Hegyi esőerdők lakója.

## Megjelenése
Magassága 40 centiméter. Testének nagy része zöld, feje fehér és kék, hullámos tarkótollakkal. Repülés közben válnak láthatóvá sárga és narancsszínű szárnyfoltjai.
|  |

## Életmódja
A sziget magasabb részein ( 300 és 700 méter között) költ, táplálkozás végett az alacsonyabb, megmunkált területeket keresi fel. Nem félénk, csak kifejezett zavarásra röppen fel. Szapora szárnycsapásokkal, gyorsan repül. Párokban, vagy családi kötelékben magokkal, gyümölcsökkel, és virágokkal táplálkozik.

## Szaporodása
Fészekodú gyanánt fák üregeit használja. Fészekalja két tojásból áll. A tojó egyedül ül a tojásokon, a hím eteti közben. A kotlási idő 26 nap, a kirepülési idő 9-10 hét.

## Természetvédelmi helyzete
Mivel egyetlen szigeten található meg a faj összegyedszáma sohasem lehetett magas. A szigeten tapasztalható vulkánkitörések (1902-ben, 1970-ben és 1979-ben) valamint a rendszeresen fellépő hurrikánok sok madarat pusztítanak el. A helybéli lakosok korábban vadászták a papagájokat részben élelmezési célokra, nagyobb részben viszont a madárkereskedelem miatt. A populáció ijesztő ütemű csökkenése miatt a CITES első függelékébe sorolták, így a kereskedelem a fajjal tilos. Azóta úgy tűnik sikerült a populáció csökkenését megállítani. Az őslakosok ma már nem vadásszák, hanem óvják a papagájokat. Jelenleg nagyjából 500 példánya élhet. Néhány állatkertben és madárparkban is tartják.